# أبوبكر دومبيا
أبوبكر دومبيا (مواليد 12 نوفمبر 1999) هو لاعب كرة قدم من ساحل العاج يلعب كمهاجم في نادي مكابي نتانيا.